# Effective Altruism Global

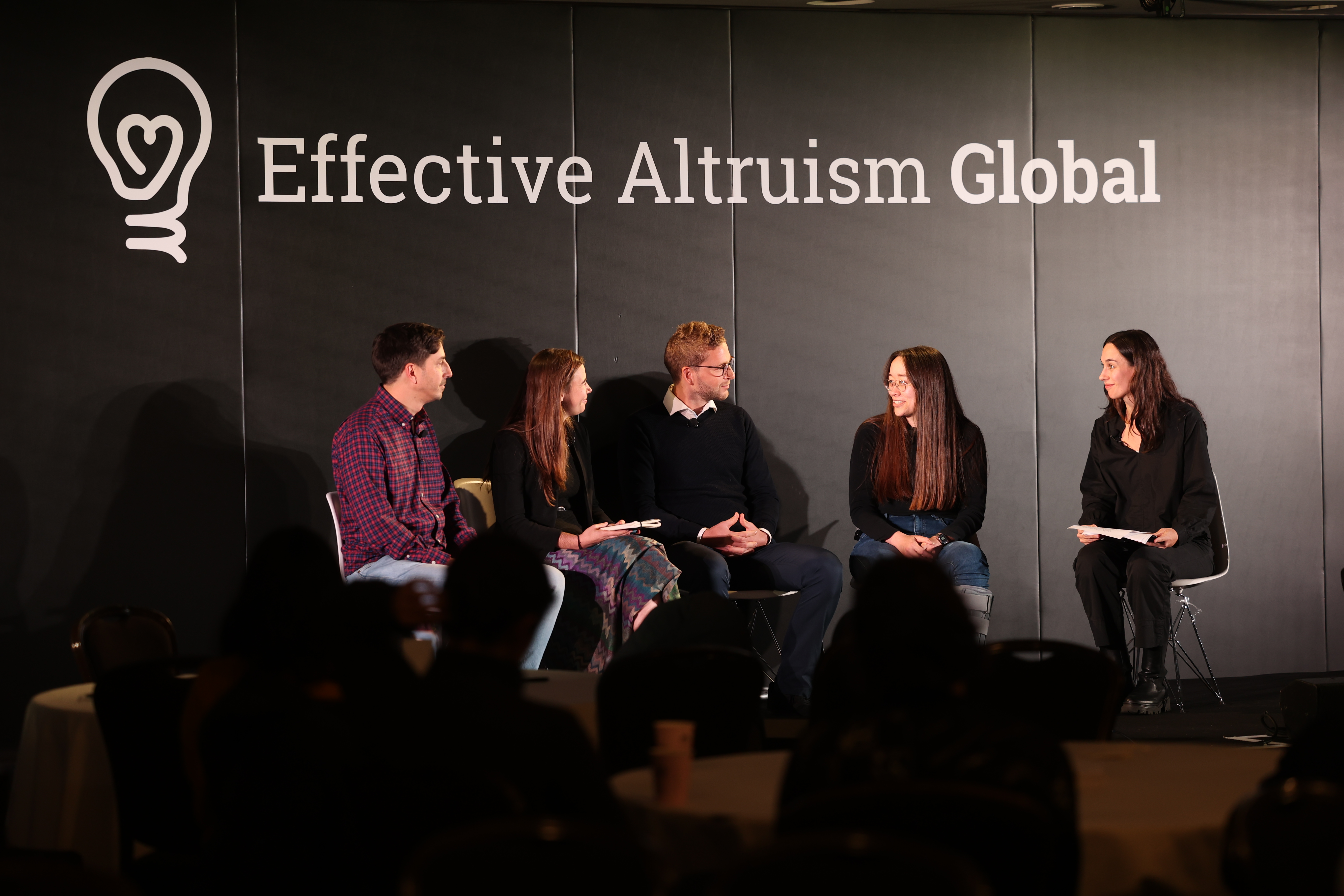
Painel com Devon Fritz, Joan Gass, Jona Glade, Meg Tong e Anneke Pogarell durante o EA Global 2021.

A Effective Altruism Global, abreviada como EA Global ou EAG, é uma série de conferências sobre filantropia que se concentra no movimento do altruísmo eficaz. As conferências são realizadas pelo Centre for Effective Altruism. O editor do Huffington Post, Nico Pitney, descreveu os eventos como um encontro de “altruístas nerds”, que era “cheio de pessoas de tecnologia, ciência e disciplinas analíticas”.

## Histórico
A primeira Cúpula de Altruísmo Eficaz foi realizada em 2013.
Em 2015, houve três eventos principais da EA Global. O maior deles foi uma conferência de três dias realizada no campus do Google em Mountain View, Califórnia, com palestrantes como o empresário Elon Musk, o cientista da computação Stuart J. Russell e o professor de filosofia de Oxford William MacAskill. Também foram realizadas conferências em Oxford e Melbourne. De acordo com MacAskill, a natureza das conferências melhorou a coordenação e a diversidade ideológica dentro do altruísmo eficaz. As palestras incluíram assuntos como pobreza global, movimento de libertação animal, pesquisa de priorização de causas e mudança de políticas. Também houve workshops sobre escolha de carreira, sessões de perguntas e respostas e painéis sobre a administração de seções locais de altruísmo eficaz.

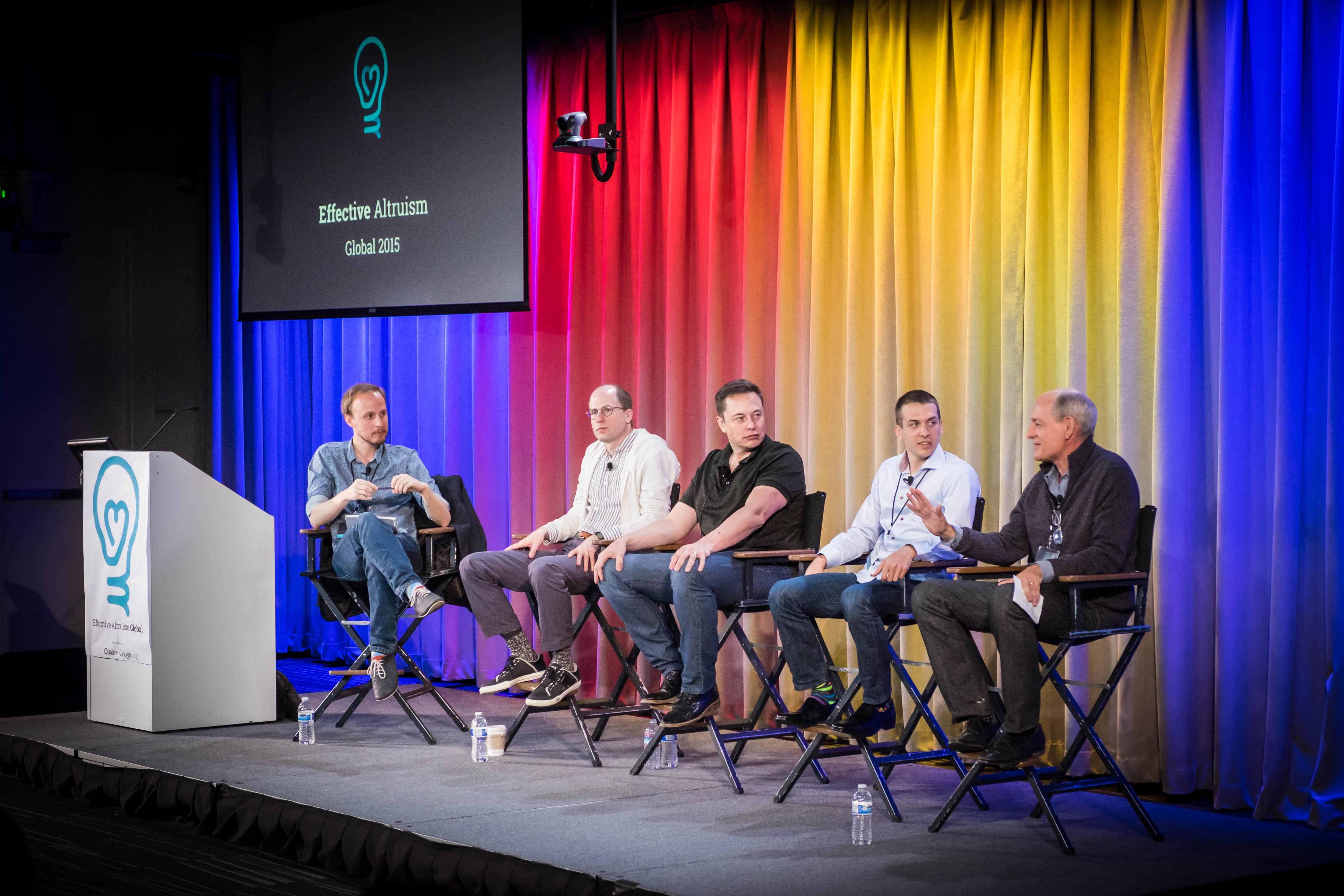
Painel com Nick Bostrom, Elon Musk, Nate Soares e Stuart Russell durante a EA Global 2015.

Um dos principais eventos da conferência do Google foi um painel moderado sobre o risco existencial da inteligência artificial geral. Stuart Russell, membro do painel, afirmou que a pesquisa de IA deveria ser sobre “criar sistemas inteligentes que beneficiem a raça humana”. Dylan Matthews, escritor da Vox, embora tenha elogiado alguns aspectos da conferência, criticou seu foco no risco existencial, potencialmente às custas de causas mais comuns, como o combate à pobreza extrema.
Desde 2016, foram realizadas conferências na Universidade Harvard, na Universidade da Califórnia, em Berkeley, no Palácio de Belas Artes, no Imperial College London e em outros locais em Boston, Berkeley, São Francisco e Londres. Devido à pandemia da COVID-19, nenhum evento foi realizado em 2020; em vez disso, foram oferecidas várias conferências e programas virtuais. A atividade foi retomada no final de outubro de 2021, com um evento realizado no The Brewery, em Londres. Três eventos da EA Global estavam planejados para 2022.